# 菅谷大介
菅谷 大介（すがや だいすけ、1971年（昭和46年）11月19日 - ）は、日本テレビのエグゼクティブアナウンサー。血液型B型。

## 来歴

### 生い立ち
千葉県佐倉市出身。佐倉市立臼井中学校卒業、千葉県立千葉東高等学校、千葉大学法経学部卒業、国際基督教大学大学院修了。中学校では生徒会長を務めた。それなりに人気はあった。中学3年のときのクラスは13組。

### 職務経歴
1997年に日本テレビに入社。同期入社に馬場典子と蛯原哲がいる。

### 健康問題
2022年1月、すい臓がんと診断される。抗がん剤治療を経て4月に入院し、腹腔鏡による手術を受ける。同年8月、がんを公表。この事を伝える為、自身のInstagramを開設した。

## プロフィール、逸話など
- 趣味 : 夢中になっている事はアメリカンフットボール、ゴルフ、演劇。何かきっかけが無いと中々のめり込めないといい、いずれも最初は仕事を通じてのことだったが、徐々に魅了されていったという[5]
- 血液型はB型
- 2001年にJALの客室乗務員の女性と結婚。
- 日本テレビ入社時は、スポーツ中継ではなく報道など別の路線を志望していたが、業務命令で「全日本プロレス中継」の実況を担当をすることになった。それまでプロレスをほとんど見たことが無かったため、本を読んでレスラーの名前、技の名前を覚えることに努めた。最後には現場で生で見て「すごい」と単純に感動してプロレスに魅了されたという[5]。
- 2018年2月21日の平昌オリンピック スピードスケート女子パシュート決勝において、日本が五輪新記録で金メダルを獲得した際の実況を務めた。ゴールの瞬間に「この瞬間は永遠だ」と叫んだが、SNS上に「狙って名言らしいことを言おうとしている」という批判の書き込みが大量に溢れる騒ぎとなった[6]。
- スーパージョッキー担当時には番組内では大ちゃんと呼ばれ、熱湯コマーシャルで熱湯に入浴したり、プロレスラーにビンタされるなど体当たりな役どころをこなしていた。

## 出演番組

### テレビ（地上波）
- スポーツ中継
- ヒルナンデス!　
  - 不定期出演
  - 滝菜月（ニュースコーナー）の代理（2022年9月1日）[7]
  - 浦野モモの代理（2023年9月20日）
- 月曜から夜ふかし（VTRのみ）
- NFL on 日テレG+（実況）
- オードリーのNFL倶楽部（試合ダイジェストナレーション）
- 日テレNEWS24（不定期）
- 全日本プロレス中継（実況）
- プロレスリング・ノア中継（実況）
- スーパージョッキー（熱湯コマーシャル担当）
- あさ天5
- NNNニュースダッシュ
  - 月-金曜サブキャスター（2000年4月3日 - 2001年9月28日）
  - 日曜メインキャスター（2002年10月6日 - 2004年9月26日）
- NNNきょうの出来事（平日サブキャスター、2001年10月1日 - 2003年9月26日）
- TVおじゃマンボウ
- ロンブー龍
- NNNニュースプラス1（藤井貴彦、近野宏明の代理）
- ザ・ワイド（ワイドニュース特捜部担当）
- NNN Newsリアルタイム（水-金曜リアル・エンタメ担当、2006年4月5日 - 2007年9月28日）
- YOUたち! （中丸の俺は普通じゃない!）
- NNNニューススポット
- ロンQ!ハイランド
- スッキリ!!
  - 火曜日コーナー担当（2009年3月31日 - 9月8日）
  - 加藤浩次の代理（2009年8月3日、2010年3月23日、2011年7月28日・29日）
  - ニュースキャスター（2015年10月2日・12月11日、2016年3月11日）[8]
- 皇室日記（ナレーション）
- NNNストレイトニュース - 男性キャスターが不在時に代理で担当する場合がある。
  - 桝太一の代理（2010年3月17日 - 19日）
  - 矢島学の代理（2010年8月9日 - 13日、2012年3月28日 - 30日、2013年1月22日・5月24日・8月12日・13日、2014年3月10日・11日・6月27日、2015年3月18日・8月10日・11日・10月2日・12月11日、2016年3月10日・11日・8月10日・12日、2017年3月9日・10日・15日・4月6日・7日・8月9日 - 11日、2018年8月13日 - 17日、2020年9月14日）
  - 豊田順子の代理（2013年6月1日・11月23日、2016年1月23日）
  - 安藤翔の代理（2020年7月10日・11月6日、2021年7月2日）
  - 藤田大介の代理（2021年5月27日・6月3日、2022年8月25日・9月1日）
- NNN Newsリアルタイム・サタデー - 矢島学の休暇に伴う代役
- あなたと日テレ
- よい国のニュース（BS日テレ） - 森富美及び豊田順子が不在の際の代理として、ニュースコーナーを担当
- PON!（木曜曜日企画）
- メレンゲの気持ち
- 中井正広のブラックバラエティ - 進行
- NOGIBINGO! - コーナー進行・実況
- アメリカ横断ウルトラクイズ - "今世紀最後"でリポーターを担当
- デイリープラネット（日テレNEWS24、水曜・木曜担当サブキャスター）
- 平昌オリンピック中継 - スピードスケート・団体パシュート、カーリングの実況担当
- news every.サタデー（2010年4月3日 - 2018年9月29日） - メインキャスター
- NNNニュースサンデー（2010年10月3日 - :不定期）
- NEWS ZERO
  - ラルフ鈴木の代理（2012年9月27日・28日）
  - 右松健太の代理（2013年9月2日 - 4日・9日・10日、2014年2月4日 - 6日・8月11日 - 14日）
- AKBINGO!（不定期出演）
- 情報まるごとキッチン（2015年10月11日 - 2016年3月27日、BS日テレ）
- ダウンタウンのガキの使いやあらへんで!（2016年7月31日）- 遠藤へ宛てた田中の手紙代読
- バゲット（火曜日レギュラー、2018年10月2日 - 2021年9月28日）
- ZIP!
  - 金曜解説キャスター（2023年4月7日 - 2025年3月28日）
  - 弘竜太郎の代理（2023年9月22日）[9]
  - 森圭介の代理（2024年1月25日）
  - 安村直樹の代理（2024年8月7日・8日）
  - 平松修造の代理（2024年8月30日）

### テレビアニメ
- 金田一少年の事件簿（TVアナウンサー）
- 逆境無頼カイジ 破戒録篇（従業員）

### テレビドラマ
- さよならぼくたちのようちえん（2011年3月30日）
- 35歳の高校生 最終話（2013年6月22日）
- 金田一少年の事件簿N（neo） 第3話（2014年8月2日）
- 真犯人フラグ　最終話（2022年3月13日）
- ノンレムの窓 2022・秋「放送禁止用語」（2022年10月9日）[10]
- 花咲舞が黙ってない 第3シリーズ 第9話（2024年6月8日、日本テレビ） - アナウンサー 役

### 吹き替え
- バック・トゥ・ザ・フューチャーシリーズ ※日本テレビ版[11]
  - バック・トゥ・ザ・フューチャー（ラジオアナウンサー〈トニー・ポープ〉）
  - バック・トゥ・ザ・フューチャー PART2（ラジオアナウンサー）

## 同期入社
- 蛯原哲
- 長谷川憲司（退社）
- 馬場典子（退社）
- 古立善之
- 河本香織（PR局宣伝部へ異動）